# 田中秀雄 (陸上選手)
田中 秀雄（たなか ひでお、1909年（明治42年）9月2日 - ? ）は、日本の陸上競技（長距離走）選手。長野県出身。昭和初期に3000m障害の第一人者と目された選手で、同種目での日本選手権優勝3回。3000m障害・1500m走で日本記録を保持していた。1936年ベルリンオリンピックに5000m走と3000m障害で出場。また、中央大学在学中に箱根駅伝に出場し区間賞を獲得している。競技引退後は信濃毎日新聞記者となり、地域の陸上競技振興にたずさわった。

## 生涯
長野県下伊那郡智里村（現在の阿智村智里東地区）出身。小野川小学校（現在の阿智村立阿智第三小学校）を経て、下伊那農学校（現在の長野県下伊那農業高等学校）に学ぶ。風越山（現在の飯田市）で行われた登山マラソンで優勝し、競技人として生きることを決意したという。
1932年（昭和7年）、日本陸上競技選手権大会の男子3000m障害で優勝（所属は「長野青年」）。記録は9分57秒4で、当時の日本記録であった。日本陸連選考委員会は下伊那郡阿智村で農業をやりながら走る無名の選手を評価せずロサンゼルスオリンピック出場は叶わなかった。同年、「フィンランド選手対抗競技」で優勝し（9分52秒4）、自己記録更新。3000m障害の第一人者と目された。オリンピックに出場するためには中央に出なければ駄目だと痛感し翌年中央大学に進学。昼間はデパートで働き、夜学に通いながら陸上に打ち込んだ。箱根駅伝に第15回大会（1934年）から第18回大会（1937年）まで連続出場しており、第15回大会（1934年）では10区区間賞となっている。
1934年（昭和9年）9月16日、日米対抗近畿大会（甲子園）で男子1500mの日本記録を更新（4分00秒4）。1934年（昭和9年）10月21日、日本陸上競技選手権大会（甲子園）男子3000m障害で優勝（9分52秒4、日本学生記録）。
1935年（昭和10年）5月5日、関東選手権（神宮）の男子3000m障害で9分44秒8の日本記録を出す。同年5月25日には日本学生陸上競技対校選手権大会（甲子園）において自らの男子1500mの日本記録を更新（3分59秒2）し、同年6月20日の学生対比島大会（神宮）でさらにその記録を縮めた（3分58秒0）。
1936年（昭和11年）にも日本陸上競技選手権大会男子3000m障害で優勝（9分40秒2）。
右ふくらはぎの筋断裂（肉離れ）を受傷、無理を押して出場した1500m国内予選では800m辺りで脚が動かなくなり転倒、オリンピック出場は絶望的であったがこれまでの実績が評価され1936年ベルリンオリンピックで日本代表選手に選ばれ、男子5000メートル競走、男子3000メートル障害に出場（1936年ベルリンオリンピックの陸上競技）。右足の不調を抱えたまま船とシベリア鉄道を乗り継ぐ2週間以上の行程の間も注射や湿布で治療を続けたが完調には程遠く、ぶつけ本番で出場した5000メートル走では記録なし、3000メートル障害では10分00秒4で、いずれも予選通過はかなわなかった。
競技引退後は、信濃毎日新聞の記者となった。第二次世界大戦後も、長野県縦断駅伝競走に関わるなど、陸上競技の振興にたずさわった。1956年度（昭和31年度）、長野県体育協会よりスポーツ振興有功章受章。
1988年には長野マスターズ陸上競技連盟の設立にあたり、会長を務めた。
2011年時点で故人。

## 記念
飯田市で行われる風越登山マラソン大会の虚空蔵山コース総合優勝者には、田中秀雄にちなんだ「田中杯」が授与される。